# イアン・マクドナルド (作家)
イアン・マクドナルド（Ian McDonald、1960年3月31日 - ）は、イギリス人SF作家である。
1960年、イギリスマンチェスター生まれ。
1989年にローカス賞、1991年、2009年にフィリップ・K・ディック賞、1992年、2004年、2006年、2007年、2010年に英国SF協会賞、1995年、1999年にクルト・ラスヴィッツ賞、2001年にシオドア・スタージョン記念賞、2007年にヒューゴー賞、2011年にジョン・W・キャンベル記念賞を受賞した。

## 受賞歴
- ローカス賞 第一長篇部門　1989年（『火星夜想曲』Desolation Roadに対して）
- フィリップ・K・ディック賞
  - 1991年（『黎明の王 白昼の女王』King of Morning, Queen of Dayに対して）
  - 特別賞 2009年（『サイバラバード・デイズ』Cyberabad Daysに対して）
- 英国SF協会賞 
  - 長編部門　
    - 2004年（River of Godsに対して）
    - 2007年（Brasylに対して）
    - 2010年（『旋舞の千年都市』The Dervish Houseに対して）

  - 短編部門
    - 1992年 （「イノセント」"Innocent"に対して）
    - 2006年 （「ジンの花嫁」"The Djinn's Wife"に対して）
- クルト・ラスヴィッツ賞Foreign Work
  - 1995年 （Scissors Cut Paper Wrap Stoneに対して）
  - 1999年 （Sacrifice of Foolsに対して）
- シオドア・スタージョン記念賞　2001年（"Tendeleo's Story"に対して）
- ヒューゴー賞 中編小説部門　2007年（「ジンの花嫁」に対して）
- ジョン・W・キャンベル記念賞　2011年（『旋舞の千年都市』に対して）

## 主な作品
- Desolation Road (1988)
  - 『火星夜想曲』古沢嘉通 訳、ハヤカワ文庫SF、1997年
- Empire Dreams (1988)
- Out on Blue Six (1989)
- King of Morning, Queen of Day (1991) 
  - 『黎明の王 白昼の女王』古沢嘉通 訳、早川書房、1995年
- Hearts, Hands and Voices, (The Broken Land) (1992)
- Speaking in Tongues (1992)
- Kling Klang Klatch (1992)
- Scissors Cut Paper Wrap Stone (1994)
- Necroville(Terminal Café) (1994)
- Chaga(Evolution's Shore) (1995)
- Sacrifice of Fools (1996)
- Kirinya (1997)
- Tendeléo's Story (2000)
- Ares Express (2001)
- River of Gods (2004)
- Brasyl (2007)
- Cyberabad Days (2009) 
  - 『サイバラバード・デイズ』下楠昌哉・中村仁美 訳、新ハヤカワ・SF・シリーズ、2012年
- The Dervish House (2010)
  - 『旋舞の千年都市』下楠昌哉 訳、創元海外SF叢書、2014年、 創元SF文庫、2016年
- Planesrunner (2012)
- Time Was (2018) 
  - 『時ありて』下楠昌哉訳、早川書房、2022年